# Apeadeiro de Chanceleiros
O Apeadeiro de Chanceleiros, originalmente denominado de Chancelleiros, é uma interface encerrada da Linha do Douro, que servia a localidade de Chanceleiros, no concelho de Sabrosa, em Portugal.

## História
Este apeadeiro situa-se no lanço entre Ferrão e Pinhão da Linha do Douro, que abriu à exploração em 1 de Junho de 1880.
Em Outubro de 1903, o estado autorizou a operadora Caminhos de Ferro do Estado a construir uma estrada de acesso entre esta interface e o Cais dos Bateiros. No entanto, em 1932, este apeadeiro ainda não dispunha de qualquer ligação rodoviária.
Em 1984, era utilizado por serviços Regionais, Semi-directos, e Tranvias.

Foi oficialmente eliminado da rede ferroviária em 20 de Outubro de 2011.